# Explorer 9
Explorer 9 byla americká vědecká družice, vypuštěná v 16. února 1961. Byla to první úspěšná družice z řady nafukovacích kulovitých sond, určených k průzkumu hustoty zemské atmosféry. Předchozí družice S-56 byla stejné konstrukce, ale při kvůli poruše nosné rakety Scout nedosáhla oběžné dráhy.
Průměr družice byl 3,66 metru. Povrch byl tvořen vrstvami hliníkové fólie a mylaru (PET). Na povrchu byly rovnoměrně rozmístěny bíle body o průměru 51 milimetrů pro samočinnou termoregulaci. Před vypuštěním byla družice sbalena v trubkovitém pouzdře o průměru 216 mm a délce 483 mm, umístěné na špici čtvrtého stupně nosné rakety. Po dohoření posledního stupně byla družice vytlačena z pouzdra a nafouknuta pomocí dusíkové tlakové lahve. Elektrickou energii dodávaly sluneční články, umístěné po obvodu. Družice byla na svém rovníku rozdělena na dvě samostatné hemisféry. K oddělení sloužila mylarová přepážka, která byla zároveň využita jako anténa radiomajáku. Radiomaják o výkonu 15 mW vysílal na frekvenci 136 MHz a sloužil k zaměření družice ze země.
Princip měření byl založen na sledování pozice družice v závislosti na sluneční aktivitě, ročním období a nadmořské výšce. Maják však po prvním oběhu selhal a k zaměřování družice musely být využity radarové a optické pozemní sledovací sítě. Explorer drží prvenství jako první umělé kosmické těleso vypuštěné pomocí rakety na tuhé pohonné látky a zároveň první úspěšný start z Wallops Flight Center. Družice vstoupila do hustších vrstev zemské atmosféry 9. dubna 1964 a shořela.